# 田中城 (伊豆国)
田中城（たなかじょう）は、静岡県田方郡函南町桑原にあった日本の城。

## 概要
築城年ははっきりしていない。『増訂豆州誌稿』によれば、興国寺城の伊勢盛時（北条早雲）を堀越公方の後見として鎌倉北条氏を継承させたといわれる田中大膳の居城であったとされている。その後山中城の支城となり、1590年（天正18年）の小田原征伐で豊臣秀吉の軍勢に攻められる。
かんなみ仏の里美術館のある、桑原地区の丘の中に城跡がある。

## 参考資料
- 増訂豆州誌稿（1895年）